# Fujita Denzaburō

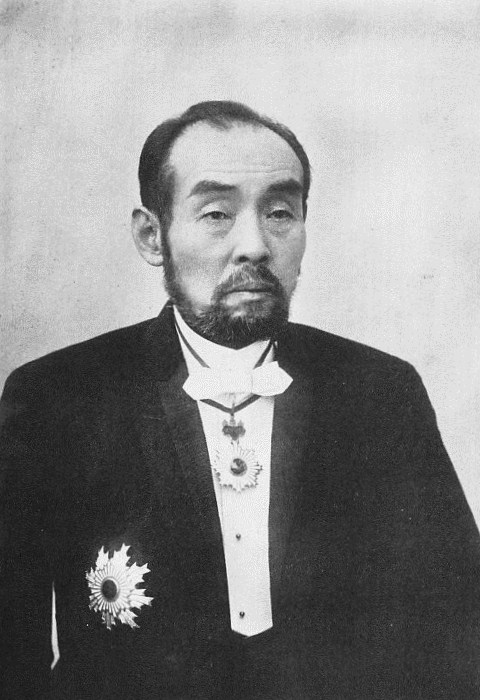
Fujita Denzaburō

Fujita Denzaburō (japanisch 藤田 伝三郎; geboren 3. Juli 1841 in Hagi (Präfektur Yamaguchi); gestorben 30. März 1912) war ein japanischer Unternehmer und Begründer des Fujita-Firmenkonglomerats.

## Leben und Werk
Fujita Denzaburō war der vierte Sohn von Fujita Hanemon (藤田 半衛門) einem Sake-Brauer in Hagi. Er wurde Mitglied der Gruppe um Takasugi Shinsaku, die in der Bakumatsu-Zeit gegen die Tokugawa-Regierung kämpfte. In diesen Jahren stellten ihm Freunde und Bekannte Gold, Sachen, Sake zur Verfügung, die er zu Geld machte. 1869 (Meiji 2) ging er nach Osaka, wo er Militärstiefel für das Kriegsministerium produzierte und damit ein großes Vermögen verdiente. Er war auch in der Bauindustrie tätig. Ab 1873 beteiligten sich sein älterer Bruder Katarō (藤田 鹿太郎) und auch Kuhara Shōsaburō (久原庄三郎; 1840–1908) an dem Geschäft.
1876 organisierte Fujita ein Handelsunternehmen, an dem sich im Rahmen einer Fünfjahresvereinbarung Katarō, Shōzaburo sowie sein Freund Nakano Goichi (中野 梧一; 1842–1883) beteiligten. Im Jahr 1881 wurde daraus ein Joint Venture der drei Fujita-Brüder, die es in „Fujita-gumi“ (藤田組) umbenannten. Als 1893 das japanische Handelsgesetz in Kraft trat, wurde das Unternehmen zur Fujita-gumi OHG.
1879 war das Unternehmen einen Geldfälscher-Skandal verwickelt, wurde aber später für unschuldig erklärt. 1880 investierte das Unternehmen in ein Bergwerk, das in Ichinokawa (市ノ川) in der Präfektur Aichi Antimonerz förderte. 1884 kam die Kosaka-Mine (小坂鉱山) hinzu. 1887 wurden die Fujita gemeinsam mit der Okura-Gruppe (大倉組) im In- und Ausland tätig, gründeten die „Japanisch Tiefbaugesellschaft“ (日本土木会社, Nihon doboku kaisha). Sie trennten das Anwendungsgeschäft ab vom Bergbau, wobei sich die Fujita-Gruppe sich später hauptsächlich auf die Bergbauindustrie mit dem Schwerpunkt Kosaka-Mine konzentrierte.
Zu den Fujita-Unternehmen gehörten schließlich die „Osaka Sulfate Manufacturing Company“ (大阪硫酸製造会社, Ōsaka  ryūsan seizōgaisha), die „Taiko Kisen Company“ (太湖汽船), die „Osaka Spinning Company“ (大阪紡績会社, Ōsaka bōseki kaisha), die Hankai Railway Company (阪堺鉄道会社, Hankai tetsudō kaisha), die San’yō Railway Company (山陽鉄道会社, San’yō  tetsudō kaisha), die Minatogawa Rehabilitation Co., Ltd. (湊川改修株式会社, Minatogawa kaishū kabushikigaisha) und andere Unternehmen.
1911 wurde Fujita zum Baron ernannt. Stärker als an der eigentlichen Geschäftsführung war er an der Spekulation mit Aktien und Anleihen interessiert. Er beschäftigte sich mit Kunst und Antiquitäten und baute eine große Sammlung auf, die als Fujita-Kunstmuseum in Osaka zu sehen ist.